# 盐源山蛭
盐源山蛭（学名：Haemadipsa yanyuanensis）为山蛭科山蛭属的动物。在中国大陆，分布于四川、云南等地，一般生活于山区森林草丛地带。其生存的海拔范围为1800至3000米。该物种的模式产地在四川盐源。